# Ellert
Ellert er den populære betegnelse for et lille 3-hjulet eldrevet køretøj, som især er beregnet til kortere ture. Ordet blev i 1970'erne især brugt om en eldrevet knallert, og dukkede første gang op i dansk sprog omkring 1973.

## Historien
I begyndelsen af 1980'erne opfandt ingeniøren Steen Volmer Jensen den lille Ellert. Den blev dog første gang præsenteret under navnet U36 ved en  biludstilling i Bella Centeret i 1985 og var udviklet med støtte fra Teknologistyrelsen. På daværende tidspunkt var Ellert prissat til 27.450 kr. I 1987 startede fabrikken El-Trans i Randers produktionen af en eldrevet trehjulet bil med navnet mini-el.
Senere dansk-producerede modeller kaldtes mini-el City, men navnet blev ændret til City-El, da man begyndte at eksportere til Tyskland, hvor mini ikke måtte bruges i navnet. De tysk-producerede modeller går i dag under betegnelsen CityEl. Ellert er det folkelige kælenavn, som benyttes om både gamle og nyere modeller, uanset oprindelsesland. Der blev i alt fremstillet ca. 4.400 eksemplarer i Danmark. I 1995 blev produktionen overtaget af en tysk forhandler og flyttet til Tyskland, så vidt vides blev produktionen stoppet i 2018. Prisen på en ellert var nu steget til over 100.000,-. Der var i 2003 ca 350 ellerter på nummerplader men i 2021 kun 174 stk. på nummerplade her i Danmark.   
Ellerten har været langt omkring, den har f.eks. været en med i TopGear  og hovedgevinst i Superchancen.

## Modeller/Fabrikker
Prototypen U36 blev vist 1. gang i 1985 på BBC Tomorrow's World.
I 87-88 blev MiniEl serie7 og serie8 blev produceret i 1950 stk. (S00001-S01950) på fabrikken Eltrans. MiniEl udskiller sig fra de andre modeller ved at have en 0,8 kW motor og ved at have et glas (plastik) foran forlygten
I 90-92 blev MiniEl city fra produktions nummer 1951 og fremad på fabrikken Eltrans89. Efter krakket af den første fabrik gik man over til den ny forbedrede model med en størrer motor ( 2,5 kW ) og en elektronisk motorstyring.
I 93-95 kom den til at hedde CityEl og Fabrikken CityCom. 
I perioden fra fabrikken lukkede i 95 til 96 lå produktionen stille, men i marts 1996 kom man i gang på den tyske fabrik. 
Den tyske fabrik slog sig ned med en mindre produktion og har produceret ca 1600 stk inden fabrikken lukkede i 2017. I starten af 00'erne kom de med en forbedret udgave som hed CityEl Fact4, denne kom samtidig med at min fortsatte produktionen af den almindelige CityEL ihverfald for en periode, men fra ca. 2008 udgik CityEl og man gik over til kun at producerer CityEl Fact4.
Fabriksfremstillede danske produceret ellerter i antal
- 1987-88 Eltarns AS 1918 stk.
  - Modellen MiniEl, også kaldet serie 7 (S00001-S00680) og serie 8 (S00681-S01949)
- 1989-07.91 Eltrans89 1457 stk.
  - Modellen MiniEl City og senere CityEL
- 08.91-12.92 CityCom 449 stk.
  - Model: CityEL kom med en forbedring fra stel nummer S03006
- 1993 - CityCom Elektromobile fabrik 342 stk.
  - Model CityEL heraf 58 stk blev lavet med Amerikanske specifikationer
- 1994 - 1995 CityCom DK 139 stk.
  - Fabrikken var et datterselskab til CityCom SE, og et forsøg på at starte produktionen i sverige
  - Model CityEL

Herefter blev produktionen flyttet til Tyskland
- 03.1996 CityCom GmbH De første CityEl blev præsenteret i Aub
- 1998 Produktionen blev flyttet til Kitzinger i en lejet hal
- 05.1998 Sort nr. 5000 fest hvor Nina Hagen lavede en koncert
- 2001/2002 CityCom GmbH bliver til Citycom AG
- 2002 Flytter fabrikken til nye lokaler i Aub-Baldersheim
- 08.2002 Ny model CityEl Fact4 bliver præcenteret
- 2007 CityCom kommer på børsen i Tyskland
- 2008 Lithium batterier introduceres
- 2009 CityCom AG omlægges/ligges ind under Smiles AG
- 2012 Smiles AG går konkurs
- 2012 Ellert rent GmbH (tidligere CityCom GmbH) flytter ind i fabrikken igen
- 2017 Sidste ellert med serie nummer S05943 ruller ud af fabrikken.

### Videoer
- Her er en video af Steen V. Jensen som fortæller om den
- Amerikansk promoverings video
- Langt fra Las Vegas
- En Ellert-entusiast
- Auto, motor und sport (fra den tyske fabrik, på tysk)
- Handmade in germany  (fra den tyske fabrik, på tysk)